# Саадабад (Марказі)
Саадабад (перс. سعداباد) — село в Ірані, у дегестані Ґаракан, в Центральному бахші, шахрестані Аштіан остану Марказі. За даними перепису 2006 року, його населення становило 65 осіб, що проживали у складі 15 сімей.

## Клімат
Середня річна температура становить 12,11°C, середня максимальна – 31,58°C, а середня мінімальна – -9,97°C. Середня річна кількість опадів – 241 мм.
| Клімат поселення                              | Клімат поселення | Клімат поселення | Клімат поселення | Клімат поселення | Клімат поселення | Клімат поселення | Клімат поселення | Клімат поселення | Клімат поселення | Клімат поселення | Клімат поселення | Клімат поселення | Клімат поселення |
| Показник                                      | Січ.             | Лют.             | Бер.             | Квіт.            | Трав.            | Черв.            | Лип.             | Серп.            | Вер.             | Жовт.            | Лист.            | Груд.            |                  |
| Середній максимум, °C                         | 7,74             | 9,45             | 14,11            | 19,41            | 23,85            | 30,68            | 31,58            | 30,12            | 26,22            | 20,49            | 13,74            | 8,21             |                  |
| Середня температура, °C                       | −1,12            | 0,60             | 5,27             | 10,56            | 15,00            | 21,83            | 25,37            | 23,91            | 20,02            | 14,28            | 7,52             | 2,00             |                  |
| Середній мінімум, °C                          | −9,97            | −8,25            | −3,58            | 1,71             | 6,15             | 12,98            | 19,16            | 17,71            | 13,82            | 8,08             | 1,32             | −4,19            |                  |
| Норма опадів, мм                              | 34               | 34               | 45               | 33               | 27               | 4                | 1                | 1                | 0                | 9                | 21               | 32               |                  |
| Середньомісячна швидкість вітру, м/с          | 1.79             | 1.90             | 2.63             | 2.88             | 2.50             | 2.39             | 2.44             | 2.30             | 2.19             | 2.12             | 1.87             | 1.21             |                  |
| Середньомісячна сонячна радіація, кДж/м²·день | 9135             | 12337            | 14951            | 18343            | 22375            | 26804            | 26024            | 24040            | 20911            | 15462            | 11060            | 9026             |                  |
| --------------------------------------------- | ---------------- | ---------------- | ---------------- | ---------------- | ---------------- | ---------------- | ---------------- | ---------------- | ---------------- | ---------------- | ---------------- | ---------------- | ---------------- |
| Джерело:                                      |                  |                  |                  |                  |                  |                  |                  |                  |                  |                  |                  |                  |                  |